# Шорин, Юрий Александрович
Ю́рий Алекса́ндрович Шо́рин  (29 декабря 1933, Ногинск, Московская область — 4 сентября 1994, Обухово, Московская область) — советский игрок в хоккей с мячом и хоккей на траве, заслуженный мастер спорта СССР, заслуженный тренер РСФСР, пятикратный чемпион мира, шестикратный чемпион СССР.

## Биография
Родился в городе Ногинск Московской области в семье рабочих Глуховского хлопчатобумажного комбината. В 17 лет начал выступать за команду «Красное знамя», представлявшую комбинат.
Во время службы в армии играл за команду Кантемировской дивизии, а оттуда позже был переведён в команду ЦДСА, где в 1957 году стал чемпионом СССР, а также впервые был вызван в сборную СССР и в 1961 году стал чемпионом мира.
После расформирования армейской команды в 1962 году перешёл в калининградский «Вымпел». В составе подмосковной команды завоевал наивысшее достижение в её истории — бронзовые медали союзного чемпионата 1963 года и вновь стал чемпионом мира в качестве игрока сборной.
После того, как «Вымпел» покинул высшую лигу из-за её сокращения, Шорин оказался в московском «Динамо» и вместе с командой пять раз побеждал в национальном чемпионате, выиграв также три чемпионата мира. На последнем из них, в 1969 году, был признан лучшим полузащитником и вошёл в символическую сборную.
Во всех трёх клубах Юрий Шорин носил капитанскую повязку.
В составе ЦДСА и «Динамо» пробовал себя в хоккее на траве. По одному разу с каждой из команд становился победителем Всесоюзных соревнований, привлекался в сборную, однако на международной арене успеха не снискал.
В 1971 году Шорин получил предложение стать играющим тренером динамовцев, но по окончании сезона 1971/1972 неожиданно покинул клуб и вернулся на родину в Ногинск, где стал тренировать местную команду «Знамя», выступавшую в районном первенстве, играя при этом в областных соревнованиях за обуховский «Труд».
Осознав, что в родном городе хоккей с мячом развивать не планируют, окончательно перешёл на работу в Обухово, где стал играющим тренером «Труда», одновременно являясь детским тренером. Вместе со своей командой трижды выходил в финал Кубка ВЦСПС, а в 1977 году стал победителем второй лиги Первенства СССР.
В Обухово Шорин проработал до последних дней, воспитав нескольких мастеров спорта, и получил звание заслуженного тренера РСФСР.
С 2002 года в посёлке Обухово ежегодно проводится турнир команд ветеранов памяти Юрия Шорина.

## Достижения

### Хоккей с мячом

#### В клубах
Чемпион СССР (6) — 1957, 1965, 1967, 1969, 1970, 1972 

 Серебряный призёр чемпионата СССР (6) — 1958, 1960, 1962, 1966, 1968, 1971 

 Бронзовый призёр чемпионата СССР (3) —1959, 1961, 1963 

В списке 22 лучших игроков сезона (7) — 1960, 1961, 1962, 1963, 1964, 1968, 1969

#### В сборной
Чемпион мира (5) — 1961, 1963, 1965, 1967, 1969 

- Лучший полузащитник чемпионата мира (1) — 1969
- Награждён медалью ИБФ «За выдающиеся заслуги»
- В 1998 году вошёл в список лучших игроков национальной сборной по хоккею с мячом за 40 лет участия в чемпионатах мира.

### Хоккей на траве
победитель Всесоюзных соревнований по хоккею на траве — 1956, 1969 

## Награды
- орден «Знак Почёта» (30.05.1969)